# 豊田エリー
豊田 エリー（とよた エリー、Ellie Toyota、1989年1月14日 - ）は、日本の女優・モデル。

## 略歴
- 中学1年生の冬に渋谷でスカウトされ、スターダストプロモーションに所属する。
- 2002年 - ティーン向け雑誌などでモデル活動を始める。
- 2003年 - ウォードえりか名義で、お台場冒険王2003のイメージガールSnappeasのメンバーとして活動し、CDデビューする[3][4]。
- 2004年 - 雑誌『Disney FAN』と『My Birthday』のレギュラーモデルとして活動。
- 堀越高等学校へ転入、その後卒業。
- 2005年 - ネスカフェやソニーのCMなどに出演。ファッション誌にも多数登場。
- 2006年 - レコチョクなどのCMに出演。『陽気なギャングが地球を回す』で映画初出演。『エリンが挑戦! にほんごできます。』（NHK教育テレビ、2006年 - ）に留学生エリンとして主役を務める[5]。公式ブログ「エリーMY LIFE」を始める。
- 2007年 - 5月10日発売のMr.Childrenのアルバム「B-SIDE」のCM及び、同アルバム収録曲『ひびき』のプロモーションビデオに出演[6]。
- 2009年 - AC・NHK共同キャンペーンCM 「ぱなしのはなし」に出演[7]。12月2日、学生時代から交際していた 柳楽優弥（柳楽が一学年後輩）との婚約が報じられ、自身のブログで発表。
- 2010年
  - 1月14日 - 21歳の誕生日にあたる、この日に婚姻届提出[8][9]。
  - 1月15日 - 明治神宮で挙式[8]。
  - 5月14日 - 第1子を妊娠していることを発表[10]。
  - 10月13日 - 女児を出産[11]。
- 2013年
  - 11月7日発売 白泉社「kodomoe」創刊号より表紙モデルを務める[12]。
- 2014年 
  - テレビ東京「玉川区役所 OF THE DEAD」にレギュラー出演[13]。

- 2016年　
  - 東京芸術劇場プレイハウスにて上演された藤田貴大演出「ロミオとジュリエット」のジュリエット役で初舞台を踏む[14]。
- 2019年
  - 加藤拓也作・演出 劇団た組「在庫に限りはありますが」に出演[15]。
  - 出演映画「タロウのバカ」で東京国際映画祭に初参加[16]。

- 2020年
  - パンデミックの影響を受け、出演舞台イキウメ「外の道」の公演延期が決まるが、ワークインプログレスとして創作過程が特設サイトに公開される[17]。
  - シス・カンパニー公演「たむらさん」(コロナ禍により生じた劇場スケジュールの空き期間に新たなプロジェクトとして制作され、新国立劇場小劇場にて上演)に出演する[18]。

- 2021年
  - 出演舞台イキウメ「外の道」がシアタートラム、サンケイホールブリーゼ、穂の国とよはし芸術劇場PLAT主ホール、北九州芸術劇場中劇場にて上演される[19]。
  - 第14回ペアレンティングアワード ママ部門を受賞[20]。
- 2022年
  - 沖縄に新しく開館した劇場、那覇文化芸術劇場なはーとのこけら落としシリーズとして上演された、マームとジプシー「Light house」に出演[21]。
  - 前川知大作・演出 イキウメ「A la marge -外の道-」がパリの演劇祭 フェスティバル・ドートンヌに招聘され、初の海外公演への出演となる[22]。

- 2023年
  - 3月21日 - 新事務所『loca』所属となったことを報告[23]。
  - 3月22日 - 長女の小学校卒業をインスタグラムとブログで伝える[24]。

## 人物
- 父親はイギリス人で母親は日本人。出生以来日本暮らしである。
- 左利き [25]。
- 趣味・特技：旅行、カメラ、芸術鑑賞、乗馬、ギター、英語、フランス語 (仏検2級)[26]
- 資格：普通自動車免許、PADIオープンウォーターダイバー、1級小型船舶操縦士免許[27]
- カメラはニコンFE2、ニコンFM3A、ニコンZ50、ポラロイド690・SX-70などを愛用[28]。

## 出演

### 舞台
- マームとジプシー
  - 「ロミオとジュリエット」（2016年12月、東京芸術劇場 プレイハウス） - ジュリエット 役[29]
  - 「BOAT」（2018年7月、東京芸術劇場 プレイハウス） - 患うひと 役[30]
  - 「Light house」（2022年2月、那覇文化芸術劇場なはーと、東京芸術劇場 シアターイースト） - つき 役[31]
- 劇団た組
  - 「在庫に限りはありますが」（2019年4月、すみだパークスタジオ倉) - 門間奈津美 役[32]
  - 「ぽに」（2021年10月28日 - 11月7日、神奈川・KAAT神奈川芸術劇場 大スタジオ）[33]
- シス・カンパニー
  - 「たむらさん」（2020年10月、新国立劇場 小劇場）[34]
  - 「ザ・ウェルキン」（2022年7月7日 - 31日、シアターコクーン / 8月3日 - 7日、森ノ宮ピロティホール） - ハンナ・ラスティッド 役 [35]
  - 「いつぞやは」（2023年8月26日 - 10月1日、シアタートラム/ 10月4日 - 9日、森ノ宮ピロティホール） [36]
- イキウメ
  - 「外の道」（2021年5月、シアタートラム） - 寺泊洋子 役[37]
  - 「天の敵」（2022年9月、本多劇場） - 寺泊優子 役 [38]
  - 「A la marge -外の道-」パリ公演（2022年11月、パリ日本文化会館） - 寺泊洋子 役[39]
- 「ハリー・ポッターと呪いの子」（2024年7月8日 - 10月30日、TBS赤坂ACTシアター） - ハーマイオニー・グレンジャー 役[40]
- CCCreation
  - 近松心中物語」（2025年10月〈予定〉、KAAT神奈川芸術劇場 大スタジオ）[41]

### 映画
- 陽気なギャングが地球を回す（2006年5月13日公開）
- 銀色のシーズン（2008年1月12日公開） - リナ 役
- ぼくたちと駐在さんの700日戦争（2008年4月5日公開） - 美奈子 役
- タロウのバカ（2019年9月6日公開） - タロウの母　恵子 役[42]

### テレビドラマ
- 素直になれなくて 第5話（2010年5月、フジテレビ）
- UEFA EURO 2008TM Story of EURO（2008年、WOWOW） - 都築朋子 役
- アオイホノオ 第10話（2014年9月20日、テレビ東京） - 天野カズミ 役
- 玉川区役所 OF THE DEAD（2014年10月 -、テレビ東京） - 小野渚 役
- 貴族探偵（2017年、フジテレビ） - 松尾早織 役
- 孤独のグルメ Season7 第3話（2018年4月21日、テレビ東京） - 山本キャサリン 役
- FM999 999WOMEN'S SONGS 第5話、最終話（2021年5月、WOWOWオンデマンド・WOWOWプライム） - 幽霊の女 役

### テレビ番組
- エリンが挑戦! にほんごできます。（2006年10月 - 2007年3月（2011年3月まで半年ごとにループ放送）、NHK教育テレビ） - エリン 役
- めざましテレビ「MOTTOいまドキ!」（2007年4月 - 2008年3月、フジテレビ） - リポーター
- CLIP!CLAP!!（2007年4月 - 2008年6月27日、テレビ東京）
- うぇぶたまww（2007年6月 - 2007年9月、テレビ東京）
- コレイチ（2007年6月 - 2008年3月29日、テレビ東京）※不定期出演
- 世界のコトバで遊ぶ -深夜の語学納涼会-（2007年7月28日、NHK教育テレビ） - アシスタント
  - 世界のコトバで遊ぶ -新年会DE語学Q-（2008年1月3日、NHK教育テレビ） - アシスタント
- なるほどプレゼンター!花咲かタイムズ（2008年4月5日 - 、CBCテレビ） - 『花咲かディズニー』コーナー・リポーター
- 芸能U・LA・LA（2008年10月 - 2009年3月29日、TOKYO MX）- MC
- いまドキ★mobile TV（2009年頃、仙台放送）
- あらあらかしこ（2009年4月4日 - 2012年10月6日、仙台放送）コーナー「いまドキ★mobile」※不定期出演
- 関口知宏のOnly1（2010年4月3日 - 8月、NHK-BS1） -　レギュラー
- おまかせ!アニマックスNAVI（アニマックス、2012年10月 - 2014年3月[注 1]）
- NHKとっておきサンデー（2015年4月 - 2016年3月、NHK総合） - リポーター
- TOKYOディープ!（2016年2月 - 2017年7月、NHK BSプレミアム） - 不定期出演
- どーも、NHK（2016年4月 - 2018年3月、NHK総合）- レギュラー ※前身番組である「NHKとっておきサンデー」からの続投
- 結婚式、挙げてみませんか?（2016年10月11日 - 2017年9月26日、BSジャパン） - MC [43]
- あさイチ（2017年8月28日、NHK総合） - コメンテーター ※番組初登場
- 俳句王国がゆく（2018年 - 2021年2月、NHK Eテレ） - 隔月レギュラー[44]

ほか多数

### ラジオ
- MAGICAL SNOWLAND（2008年10月4日 - 2009年03月28日・10月31日、NACK5）- リポーター、パーソナリティ
- NACK ON TOWN（2009年5月14日 - 2010年、NACK5） - リポーター（主に月一回の不定期レギュラー出演）
- 夏目三久 Tokyo♥ナビゲッチュ〜!（2013年1月27日、ニッポン放送） - 夏目欠席時の代理パーソナリティ
- Diamond head ETHICAL WAVE（2020年10月3日 - 2023年9月30日、J-WAVE）

ほか多数

### CM
- ネスカフェ 「ミルクdeカフェオレ」（2005年）
- SONY 「企業・環境広告CM」（2005年）
- レーベルモバイル/レコ直 「着うたサービスCM」（2006年）
- カプコン 「宝島Z バルバロスの秘宝」カラクリ突破篇（2007年） - 共演：田中幸太朗、夕輝壽太
- 佐藤製薬 「ストナリニ」 リバーサイド篇 （2008年2月1日 - ） - 共演：星野仙一
- 仙台放送 「めざましマガジン仙台版」（2008年）
- NEC 「LaVie N」（2008年）
- Honda Cars 「お天気お姉さん」篇 （2008年） - 東北6県で放送
- NHK・AC共同キャンペーン 「ぱなしのはなし」篇（2009年 - 2010年）
- サントリー 「ファイナルファンタジーXIII エリクサー」（2009年）
- 江崎グリコ
  - 「Ta Pasta」タパスタパ篇（2010年3月16日 - ）
  - 「カロリーコントロールアイス」（2010年6月 - ）
- スバル 「ルクラ」（2010年4月 - ）
- 大東建託 「企業CM・お部屋探し編」（2010年6月 - ） - 共演：佐藤隆太
- キリンMCダノンウォーターズ 「ボルヴィック　フルーツキス篇」（2010年7月 - ）
- ライオン株式会社 香りつづくトップ 「ペンション香りが丘篇」　(2011年7月 - ） - 共演：ブラザー・トム
- ニッスイ「カップdeレンジ 野菜たっぷりあんかけラーメン」（2013年4月 - ）[45]
- イオン イオンワールドフェスタ「タイフェア」 (2013年4月)
- 「ちびまる子ちゃんスクラッチ『天の声』家族篇」「同 永沢篇」（2015年）
- 花王「メリット」（2015年2月 - ） - 共演：井ノ原快彦・ともさかりえ
- Nikon「Z50」(2019年11月 - ) スペシャルコンテンツ[46]
- スキンケアブランドpotanini(2019年2月- ) イメージモデル
- 日産「ルークス」(2020年4月 - )[47]
- ディサローノ(2021年- ) 公式アンバサダー[48]

ほか多数

### 雑誌
- non-no
- Disney FAN
- My Birthday
- an・an
- CUTiE
- SEDA
- spring
- 冬髪
- ar
- TOMOTOMO - 表紙モデル
- めざましマガジン仙台版 ※現在はいまドキマガジンに名称変更
- BiDaN（2008年8月号、インデックス・コミュニケーションズ）
- Barfout（2010年2月号）
- VOGUE NIPPON （2010年6月号別冊）
- PS（2010年6月号～）
- PHaT PHOTO（2010年6月19日）
- steady.（2010年8月号）
- たまごクラブ（2017年9月号、ベネッセコーポレーション）[49]。
- 講談社 ディズニーファン 連載
- 白泉社 kodomoe 表紙モデル

ほか多数

### 書籍
- 『スクールガール』（撮影：小林基行、2005年8月30日、新風舎）ISBN 978-4797478037
- テキスト『エリンが挑戦! にほんごできます。』（2006年、NHK出版）
- 『DVDで学ぶ日本語「エリンが挑戦! にほんごできます。」』Vol.1 - 3（2007年6月、凡人社）
- 『女優メイク』（2007年10月19日、スターダストピクチャーズ）ISBN 978-4-903620-18-3
- 『銀色のシーズン オフィシャルマガジン』（2007年12月17日、実業之日本社）ISBN 978-4408029870

### PV
- EXILE「道」（2007年）
- Mr.Children「ひびき」（2007年）
- AZU「YOU & I feat. LOVE LOVE LOVE」（2010年）
- S'capade feat.sowelu「HOT BODY」（2010年）

### アワード
- ワコール CW-X 仕事アスリートアワード 受賞 (2015年)[50]
- 第14回ペアレンティングアワード ママ部門受賞 (2021年)
- J-WAVE SAISON CARD TOKIO HOT 100 AWARD プレゼンター (2023年)[51]

### その他
- CX開局45周年記念「お台場冒険王」イメージキャラクター Snappeas

- Amazonプライム『RAKUEN 三好和義と巡る楽園の旅』